# Haarlemstadion
Het Haarlemstadion was een voetbalstadion in Haarlem-Noord gelegen in het Noordersportpark en vormde de thuisbasis van de club HFC Haarlem en later Haarlem-Kennemerland, dat voortkwam uit het failliete HFC Haarlem.
Rond begin jaren 80 had het stadion een capaciteit van ruim 18.000 toeschouwers, maar na een aantal uitgevoerde veiligheidsmaatregelen was er nog maar plaats voor 3.442 toeschouwers. De tribunes aan de korte zijde en noordkant zijn in 2016 afgebroken. De hoofdtribune, oftewel de Kick Smit-tribune, heeft een capaciteit van 2.250 en staat nog aan de rand van het veld, de noordtribune bood plaats aan 644 supporters van de thuisclub en 548 supporters van de uitspelende vereniging.

## Geschiedenis
In 1907 werd op deze plek voor het eerst een voetbalveld met tribunes gebouwd. Deze tribunes bestonden uit niet meer dan een paar houten planken. Tijdens de Tweede Wereldoorlog mochten er geen wedstrijden meer worden gespeeld op het terrein. Na de oorlog werd het terrein weer in gebruik genomen door de voetbalclub. In april 1947 legde voorzitter Van Balen Blanken de eerste graszoden aan en op 5 september 1948 nam Haarlem het stadion aan de Jan Gijzenkade weer in gebruik. Op 19 december dat jaar werd de officiële opening verricht van het "nieuwe stadion".
In 1969 opende Haarlem zijn nieuwe overdekte tribune aan de zuidkant van het stadion. Tijdens de wedstrijden HFC Haarlem – Ajax in het seizoen 1973-1974 (0–1) en in seizoen 1976-1977 (2–0) zaten er 18.000 toeschouwers op de tribunes. Ook bij de UEFA Cup wedstrijd HFC Haarlem - Spartak Moskou in het seizoen 1982-1983 (1-3) was het stadion met 18.000 toeschouwers uitverkocht. Eind november 1976 was de overkapping en verhoging van het aantal plaatsen van de noordtribune gereed. De oude zitplaatsen waren staanplaatsen geworden en het nieuwe gedeelte werd voorzien van zitplaatsen. Halverwege het seizoen 1980-1981 kreeg HFC Haarlem vier nieuwe lichtmasten. Op dat moment waren het de hoogste stadionlampen in Nederland. In februari 1986 werd de huidige Kick Smit-tribune in gebruik genomen, die ervoor zuidtribune heette. Door strengere veiligheidsregels werden begin jaren 90 de staantribunes achter beide doelen afgekeurd, wat ook voor een deel van de noordtribune geldt. Maar door het plaatsen van stoeltjes kon dat deel van de noordtribune weer gebruikt worden.

## Stadion Oostpoort
HFC Haarlem wilde graag verhuizen naar een nieuw te bouwen stadion genaamd Stadion Oostpoort, naar een ontwerp van architect Wiel Arets. Dit nieuwe stadion moest plaats bieden aan 8.000 bezoekers en zou in het gebied komen dat nu bekendstaat als de Oostpoort. De bouw zou in 2008 moeten beginnen. Op 18 februari 2009 werd echter bekend dat het project, mede door de financiële crisis, geen doorgang zou vinden. Het uitblijven van een nieuw stadion was een van de oorzaken van de ondergang van HFC Haarlem eind januari 2010.

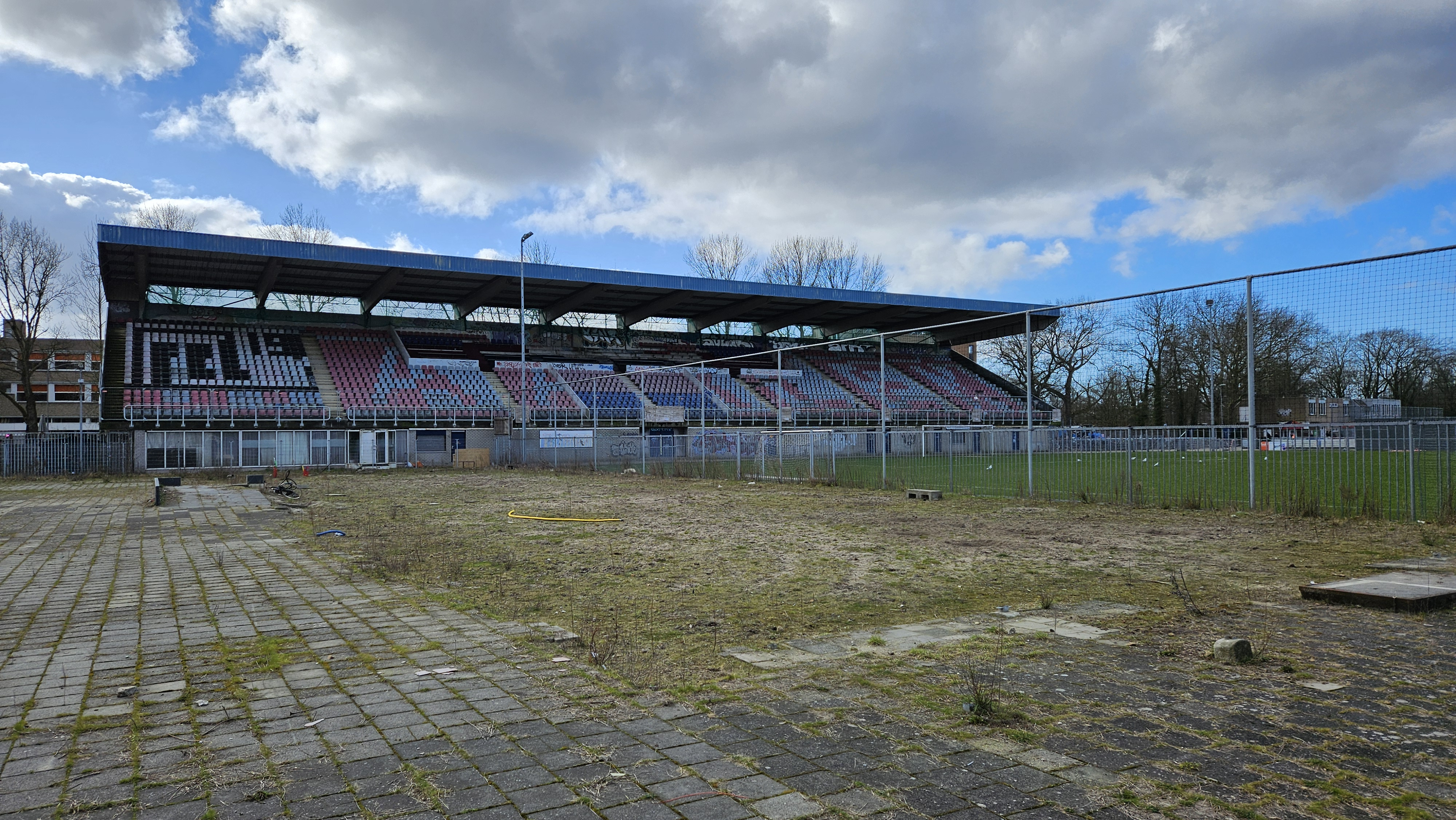
De Kick Smittribune in februari 2025

In 2016 werd het stadion gesloopt. Alleen de Kick Smit-tribune bleef gespaard. Op de plaats van het stadion wil de gemeente woningen bouwen.
Abe Lenstra Stadion (sc Heerenveen) ·
De Adelaarshorst (Go Ahead Eagles) ·
AFAS Stadion (AZ) ·
Erve Asito (Heracles Almelo) ·
Euroborg (FC Groningen) ·
Stadion Feijenoord (Feyenoord) ·
Fortuna Sittard Stadion (Fortuna Sittard) ·
Stadion Galgenwaard (FC Utrecht) ·
De Goffert (N.E.C.) ·
De Grolsch Veste (FC Twente) ·
Johan Cruijff ArenA (Ajax) ·
Het Kasteel (Sparta Rotterdam) ·
Koning Willem II Stadion (Willem II) ·
MAC³PARK stadion (PEC Zwolle) ·
Mandemakers Stadion (RKC Waalwijk) ·
Philips Stadion (PSV) ·
Rat Verlegh Stadion (NAC Breda) ·
Yanmar Stadion (Almere City FC)
AFAS Trainingscomplex (Jong AZ) ·
Bingoal Stadion (ADO Den Haag) · 
Frans Heesen Stadion (TOP Oss) ·
GelreDome (Vitesse) ·
De Geusselt (MVV Maastricht) ·
GS Staalwerken Stadion (Helmond Sport) ·
De Herdgang (Jong PSV) ·
Jan Louwers Stadion (FC Eindhoven) ·
Covebo Stadion - De Koel - (VVV-Venlo) · 
Kooi Stadion (SC Cambuur)  · 
Kras Stadion (FC Volendam) ·
M-Scores Stadion (FC Dordrecht) ·
De Oude Meerdijk (FC Emmen) ·
Parkstad Limburg Stadion (Roda JC Kerkrade) ·
711 Stadion (Telstar) ·
De Toekomst (Jong Ajax) ·
Van Donge & De Roo Stadion (Excelsior)
De Vijverberg (De Graafschap) ·
De Vliert (FC Den Bosch) ·
Sportcomplex Zoudenbalch (Jong FC Utrecht) ·
AFAS Trainingscomplex (AZ Vrouwen) ·
Bingoal Stadion (ADO Den Haag Vrouwen) ·
Het Diekman (FC Twente Vrouwen) ·
Fortuna Sittard Stadion (Fortuna Sittard Vrouwen) ·
De Herdgang (PSV Vrouwen) ·
711 Stadion (Telstar Vrouwen) ·
Skoatterwâld (sc Heerenveen Vrouwen) ·
Sportpark Be Quick '28 (PEC Zwolle Vrouwen) ·
De Toekomst (Ajax Vrouwen) ·
Van Donge & De Roo Stadion (Excelsior Vrouwen) ·
Varkenoord (Feyenoord Vrouwen)
Zoudenbalch (FC Utrecht Vrouwen)
Alkmaarderhout (Alkmaar '54/AZ '67/AZ) ·
Amsterdamsestraatweg (Elinkwijk) ·
De Baandert (Sittardia/FSC/Fortuna Sittard) ·
Beatrixstraat (NAC) ·
De Berckt (SC Venlo'54/VVV) ·
Berg & Bos (AGOVV/AGOVV Apeldoorn) ·
Birkhoven (SC Amersfoort/HVC) ·
De Blauwe Kei (Baronie) ·
Bornsestraat (Heracles/SC Heracles '74) ·
De Boschpoort (MVV) ·
Botenlaan (Brabantia) ·
De Braak (Helmondia '55/Helmond Sport) ·
Brasserskade (DHC) ·
Breestraat (KFC/FC Zaanstreek) ·
Buiksloterbanne (De Volewijckers) ·
Cambuurstadion (SC Cambuur/Leeuwarden) ·
Damlaan (Hermes DVS) ·
Het Diekman (SC Enschede/FC Twente) ·
Duinhorst (Den Haag/Flamingo's '54) ·
Esserberg (Be Quick) ·
Fatimastraat (Baronie) ·
FC Twente-trainingscentrum (FC Twente Vrouwen) ·
Stadion Feijenoord (SVV) ·
Floreslaan (Fortuna Vlaardingen/FC Vlaardingen '74) ·
Frankelandsedijk (SVV) ·
Galgenwaard (DOS/Velox) ·
Gemeentelijk Sportpark Hilversum (SC 't Gooi/SC Gooiland/Hilversum) ·
Gemeentelijk Sportpark Tilburg (Willem II/NOAD) ·
Haarlemstadion (HFC Haarlem) ·
Harga (Hermes DVS/SVV) ·
Heekpark (SC Enschede/Enschedese Boys) ·
Heekstraat (Rigtersbleek) ·
Heerlenersteenweg (Juliana) ·
De Heikant (Achilles '29/Achilles '29 Vrouwen) ·
Het Heuveltje (Oldenzaal) ·
Hoornseveld (ZFC) ·
Houtrust (Holland Sport/SHS) ·
Houtsdonk (Helmond) ·
Industriestraat (NOAD) ·
Irislaan (VC Vlissingen/VCV Zeeland) ·
Jonkerbergstraat (Roda Sport) ·
Kaalheide (Rapid '54/Rapid JC/Roda JC/Roda JC Vrouwen) ·
Het Kasteel (Xerxes) ·
Kikkerpolder (UVS) ·
De Koeburg (Zeist) ·
Koning Willem II Stadion (Willem II Vrouwen) ·
Koningsweg (Velox) ·
De Koel (VVV-Venlo Vrouwen) ·
De Koog (FC Zaanstreek) ·
De Kraal (VVV/FC VVV) ·
Krommedijk (D.F.C./DS '79/SVV/Dordrecht '90) ·
J.H. Kruisstraat (Heerenveen/sc Heerenveen) ·
Laan van Vollering (DHC) ·
De Langeleegte (SC Veendam) ·
Leenderweg (De Valk) ·
Liesbosweg (Utrecht) ·
't Lood (AZ Vrouwen) ·
De Luiten (RBC) ·
Oosterenkstadion (Zwolsche Boys/PEC Zwolle) ·
Oosterpark (GVAV/Oosterparkers/FC Groningen) ·
Mauritsstadion (Fortuna '54/FSC) ·
De Meer (Ajax) ·
Mosveld (De Volewijckers) ·
Nieuw-Monnikenhuize (Vitesse) ·
Noordersportpark (EDO) ·
Olympia (RKC Waalwijk) ·
Olympisch Stadion (Blauw-Wit/Amsterdam/DWS/FC Amsterdam) ·
Olympisch Stadion (bijveld) (Blauw-Wit/DWS/FC Amsterdam) ·
De Planeet (SC Drente/Zwartemeer) ·
RBC-Stadion (RBC) ·
Reeweg (Emma) ·
Rolduckerstraat (Kerkrade/Roda Sport) ·
Rozenoord (DOSKO) ·
Sittardia-terrein (Sittardia) ·
Schoonenberg (Stormvogels/VSV/AZ Vrouwen/SC Telstar VVNH) ·
Spaarndammerdijk (DWS) ·
Straatweg (EBOH) ·
Aan de spoorbrug (LONGA) ·
Sportparklaan (RCH) ·
Stadspark (Velocitas) ·
Thomassen-terrein (Rheden) ·
Veemarktterrein (FC Utrecht) ·
Veldwijk (Twentse Profs/Tubantia) ·
Venweg (Limburgia) ·
De Vliert (BVV) ·
Volkspark (Enschedese Boys) ·
De Vrolijkheid (PEC Zwolle/Zwolsche Boys) ·
Wageningse Berg (Wageningen/FC Wageningen) ·
Walvisstraat (ONA) ·
Wassenaarseweg (UVS) ·
Westzanerdijk (ZFC) ·
De Wolfsdonken (Wilhelmina) ·
Xerxesweg (Xerxes) ·
Zuidendijk (EBOH) ·
Zuiderpark (ADO Den Haag)